# Walter Pozzebon
Walter Pozzebon est un joueur de rugby à XV, né le 12 juin 1979 à Trévise (Italie).

## Biographie
Walter Pozzebon est trois-quarts centre et mesure 1,80 m pour 90 kg. 
Il a honoré sa première cape internationale le 3 février 2001 avec l'équipe d'Italie pour une défaite 41-22 contre l'Irlande en tant que remplaçant entré en cours de jeu.
Il joue pour le Benetton Rugby Trévise. 
Pour la saison 2005-2006, il évolue sous les couleurs du Benetton Rugby Trévise. Il remporte le championnat. En 2006, il quitte Benetton pour Bristol Rugby.

## Clubs successifs
- Benetton Trévise 2000-2006
- Bristol Rugby 2006-2008

## Sélection nationale
- 21 sélections (au 12/03/2006) avec l'Italie
- Sélections par année : 12 en 2001, 2 en 2002, 5 en 2004, 2 en 2005.
- Tournoi des Six Nations disputés: 2001, 2005.
- Coupe du monde de rugby disputée : aucune.

## Palmarès
- Champion d'Italie :  2001, 2003, 2004, 2006
- Vainqueur de la Coupe d'Italie : 2005